# D 200 (Türkei)
Die Straße D 200 (Devlet yolu 200) ist eine 1261 km lange, fast durchweg mit getrennten Richtungsfahrbahnen ausgebaute Straße in der Türkei. Sie ist (neben der D 010, der D 100, der D 300 und der D 400) eine der großen West-Ost-Achsen dieses Lands. Von Çanakkale in die Gegend von Ankara ist sie Teil der Europastraße 90, im weiteren Verlauf bis zu ihrem Ende der Europastraße 88. Zudem ist sie Teil des Asian Highway 1 und des Asian Highway 87.

## Verlauf

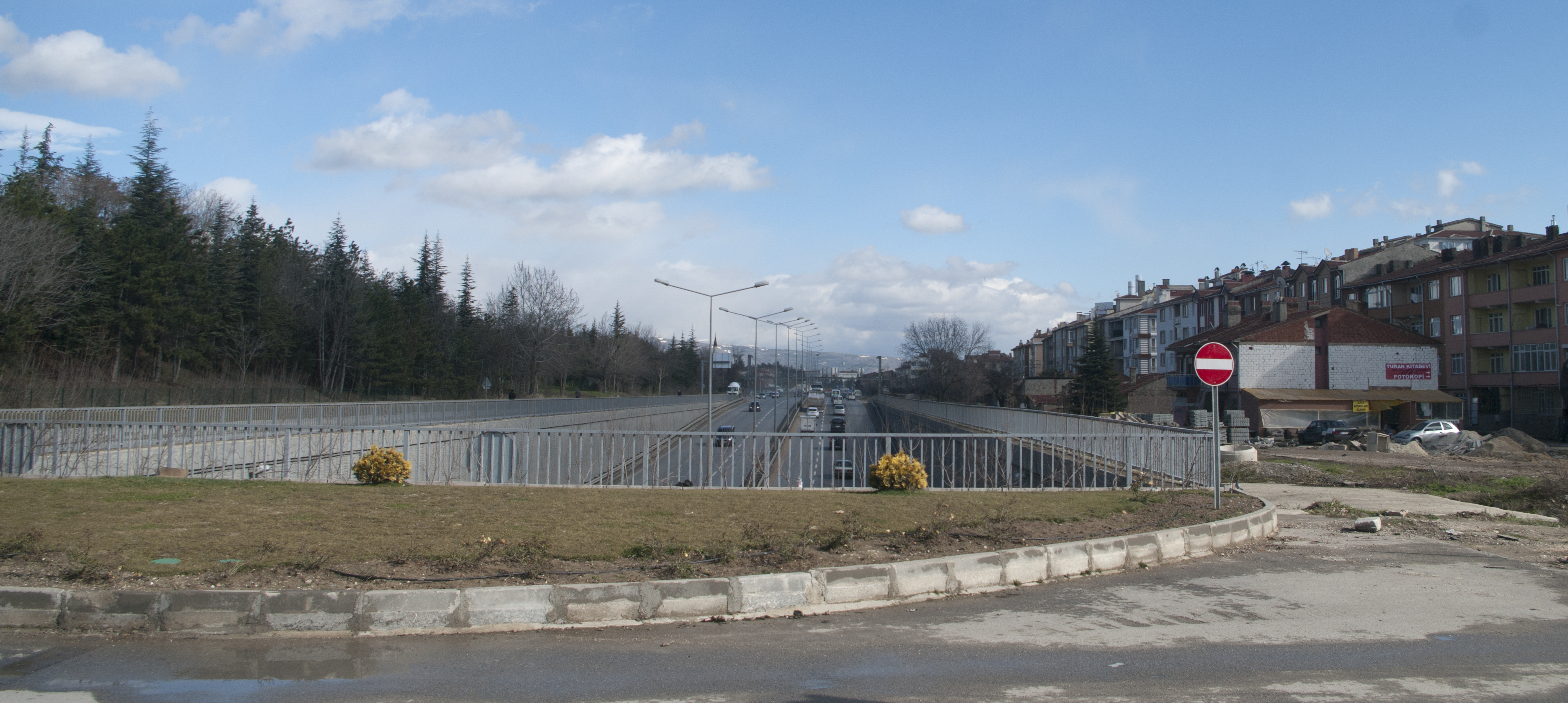
Die Straße in Eskişehir

Die Straße beginnt im Westen in Çanakkale an den Dardanellen und endet 10 km westlich von Refahiye in der Provinz Erzincan, wo sie auf die Schnellstraße D 100 trifft, die zur Grenze zwischen dem Iran und der Türkei weiterführt. Sie verläuft von Westen nach Osten durch Balikesir, Bursa, Inegöl, Eskişehir, die Hauptstadt Ankara, Kırıkkale, Yozgat, Sivas und Zara bis zur Schnellstraße D 100.
Am Kızıldağ-Pass ('Kızıldağ Geçidi) zwischen İmranlı und Refahiye erreicht die D 200 die Höhe von 2150 m. Der Mezit-Tunnel zwischen İnegöl und Bozüyük ist der einzige Tunnel auf der Straße. Er hat eine Länge von 607 m.